# Xã Dewey, Quận Walsh, Bắc Dakota
Xã Dewey (tiếng Anh: Dewey Township) là một xã thuộc quận Walsh, tiểu bang Bắc Dakota, Hoa Kỳ. Năm 2010, dân số của xã này là 38 người.